# Kyōto-Schule

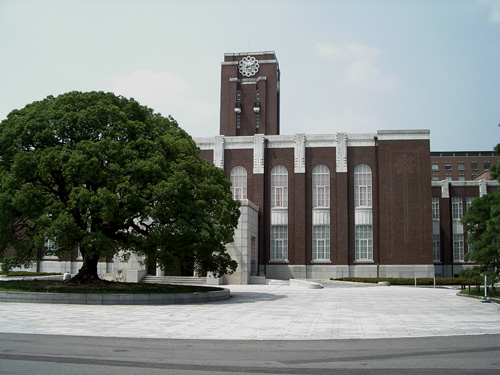
Die Universität Kyōto, an der sich die Kyōto-Schule formierte.

Kyōto-Schule (jap. 京都学派, Kyōto-gakuha) ist der Name für eine zu Beginn des 20. Jahrhunderts in Kyōto entstandene Schulrichtung der Philosophie in Japan, deren Mitgliederzusammensetzung je nach Definition anders ausfällt. Sie markiert den Beginn der systematischen Auseinandersetzung mit der westlichen Geistestradition.
Als ihr geistiger Vater gilt der damals an der Universität Kyōto lehrende Professor Kitarō Nishida (1870–1945), um den sich die Schule zwischen den Jahren 1914 bis Ende der 1920er Jahre formierte. Unter „Schule“ ist in diesem Fall keine bestimmte, systematische Lehre zu verstehen, die von ihren Anhängern vertreten wird, sondern ein intellektuelles Umfeld mit der Universität Kyōto als Zentrum.
Die Kyōto-Schule nutzt zwar das Vokabular der abendländischen philosophischen Tradition, setzt sich aber mit vollkommen eigenen Themen gegen diese und auch gegen die eigene Tradition ab. Gleichwohl sie sich ihre Themen souverän setzt, knüpft sie häufig an buddhistische Konzepte und Erfahrungsgrundlagen an, wodurch sie zu einer eigenständigen asiatisch-japanischen Philosophie gelangt ist. In ihrem Zentrum steht vor allem die Frage nach dem Menschen und der Welt. Zu großer Reputation kam sie durch ihre Religionsphilosophie, wenngleich dies nur eines der von ihr behandelten Themen ist.

## Geschichte und Mitglieder
Der Name Kyōto-Schule wurde erstmals 1932 von einem Studenten Nishidas, Jun Tosaka, in ursprünglich polemischer Intention gebraucht, entwickelte sich jedoch von da ab zu einer gängigen neutralen Bezeichnung. Nishitani erinnert sich, dass der Name erstmals von einem Journalisten gebraucht wurde, der über zwei kontroverse Symposien der Gruppe zum Pazifikkrieg berichtete.
Da die Kyōto-Schule nie ein offizielles Institut gründete, gehen die Meinungen darüber, wer ihr zuzurechnen ist, auseinander. Mitglieder der Kyōto-Schule kommen aus disparaten geistigen Strömungen, so dass auch untereinander rege Kritik an den Werken der Anderen geübt wurde und wird. Es lassen sich jedoch einige grundlegende Aspekte herausstellen, die allen Mitgliedern gemein sind:
- Lehrtätigkeit an der Universität Kyōto oder einer angegliederten Einrichtung;
- philosophische Basis ist Nishidas Konzept des Absoluten Nichts;
- damit einher geht eine kritische Abgrenzung gegen westlich-metaphysische Auffassungen der Welt;
- eine ambivalente Haltung gegenüber der westlichen Form der Modernisierung;
- ein an Nishida angelehntes philosophisches Vokabular.

Auch wenn es sich bei der Formierung um eine eher lose Gruppe handelte, lässt sich sagen, dass der jeweilige Inhaber des Lehrstuhls für Moderne Philosophie an der Universität Kyōto deren geistiges Zentrum war. Dies war von 1913 bis 1928 Nishida, dem bis Mitte der 1930er Jahre sein Schüler und Kritiker Hajime Tanabe folgte. Von 1955 bis 1963 war Keiji Nishitani Inhaber des Lehrstuhls. Nishitani hatte von 1937 bis 1939 Vorlesungen und Seminare bei Martin Heidegger in Freiburg im Breisgau besucht. Die Schule wurde dementsprechend auch von Heidegger beeinflusst. Mit Nishitanis Abgang zerfiel die Schule in eine lose Gruppierung. Die hohe Bedeutung, die Nishida, Tanabe und Nishitani zukommt, zeigt sich auch daran, dass James Heisig sie für seine Definition der Kyōto-Schule ins Zentrum rückt.
Ryōsuke Ōhashi definiert die Gruppe über das ihr zentrale Thema des Absoluten Nichts und macht vor diesem Hintergrund folgende Generationen der Schule aus:
- erste Generation: Kitarō Nishida, Hajime Tanabe
- zweite Generation: Shin’ichi Hisamatsu, Keiji Nishitani, Masaaki Kōsaka, Toratarō Shimomura, Iwao Kōyama, Shigetaka Suzuki
- dritte Generation: Yoshinori Takeuchi, Kōichi Tsujimura, Shizuteru Ueda

Davis zählt zur vierten Generation: Abe Masao, Ryōsuke Ōhashi, Shōtō Hase, Tsutomu Horio, Akira Ōmine, Masakatsu Fujita, Tetsurō Mori, Eiko Kawamura, Hideo Matsumura, Narifumi Nakaoka, Katsuaki Okada und Masako Keta. Als mit der Gruppe verbunden kann Nishidas langjähriger Freund und Zen-Buddhist D.T. Suzuki angesehen werden. Die Philosophen Tetsurō Watsuji und Shūzō Kuki werden im Allgemeinen nicht dazu gerechnet, was der hohen Eigenständigkeit ihres Werkes geschuldet ist.

## Themen der Kyōto-Schule
Grundlegend für die Gruppe ist eine starke Bindung an buddhistisches Denken. Von den westlichen Philosophen übten außerdem  Friedrich Nietzsche und Martin Heidegger großen Einfluss auf die Schule aus.

### Absolutes Nichts
Die ersten philosophischen Fragen der abendländischen Tradition waren ontologischer Natur und zielten somit auf die Frage nach dem Sein. Für Aristoteles war die Essenz des Seins die Substanz, als höchstes Sein setzte er den unbewegten Beweger an. Während dieses von Heidegger Ontotheologie genannte Vorgehen die Frage nach dem Sein stellt („Was ist Sein?“), steht in der Tradition der Kyōto-Schule hingegen die Frage nach dem Nichts im Mittelpunkt („Was ist das Nichts?“). Im Gegensatz zur im Abendland entwickelten Ontologie stehe in der östlichen Geistesgeschichte die Meontologie (von gr. meon, nicht-seiend) im Mittelpunkt.
Die Meontologie versucht das Nichts nicht als Negation des Seins, sondern absolut zu denken (絶対無, zettai mu; „Absolutes Nichts“). Heidegger hatte in seinem Vortrag „Was ist Metaphysik?“ das Nichts neben dem Sein als gleichermaßen notwendigen Voraussetzungshorizont für alles erscheinende Seiende ausgewiesen. In Anlehnung an diesen Gedanken definiert Tanabe die Philosophie als die Disziplin, die sich dem Nichts zu widmen hat: Alle Einzelwissenschaften behandelten Seiendes (Objekte), die Philosophie habe das Nichts zum Thema.
In seiner Auseinandersetzung mit der abendländischen Tradition beschäftigte sich Nishitani mit westlichen Konzepten des Nichts vor allem bei Meister Eckehart, Heidegger und Nietzsche. Dabei ging es ihm vor allem darum, zu untersuchen, inwieweit diese Konzepte nicht ein absolutes Nichts zum Thema haben, sondern von Spuren eines relativ (also durch Negation) gedachten Nichts durchzogen sind. Er kommt dabei zu dem Resultat, dass sich die konsequentesten Konzepte eines Absoluten Nichts in der östlichen Tradition finden. Die Idee des Absoluten Nichts ist damit für Nishitani in einer weit zurückreichenden östlichen Tradition verankert, die Philosophie des Absoluten Nichts, wie sie sich in der Kyōto-Schule ausprägt, stellt für ihn letztendlich einen einmaligen Beitrag der Schule für die moderne Geisteswelt dar. Nishida geht sogar so weit, die Kulturen in eine westliche Kultur, die den Grund der Realität im Sein sieht, und eine östliche Kultur, für die der Grund der Realität das Nichts ist, einzuteilen.
In ihrem Bestreben, dem Konzept des Absoluten Nichts philosophischen Ausdruck zu verleihen, kann die Kyōto-Schule auf die im Mahayana-Buddhismus entwickelte Vorstellung des Shunyata (Leere, Leerheit, jap. 空, kū) und auf den besonders für den Daoismus und den Zen-Buddhismus charakteristischen Begriff Wu (無, mu) zurückgreifen. Die durch die Kyōto-Schule vertretene Interpretation des Shunyata steht in enger Verbindung mit der bereits im Früh-Buddhismus zentralen Lehre des Nicht-Selbst: Da alle Dinge in gegenseitiger Abhängigkeit entstanden sind, gibt es kein von den anderen Dingen unabhängiges und eigenständiges Selbst. Auch das Absolute Nichts ist deshalb nicht als unabhängig von der Welt zu denken (schon gar nicht als Entität). In diesem Zusammenhang beruft sich die Kyōto-Schule auch auf einen Satz aus dem Herz-Sutra, in dem eine Gleichsetzung von Leerheit und Welt erfolgt: „Form ist nicht verschieden von Leerheit, Leerheit ist nicht verschieden von Form.“

## Kritik
Einerseits zeichneten Denker der Kyōto-Schule sich durch eine ambivalente Haltung gegenüber der westlichen Form der Modernisierung aus, andererseits sahen sie den Prozess als unumgänglich an. Dem versuchten sie ein Konzept der „Überwindung der Moderne“ entgegenzustellen, dem kein lineares Fortschrittsdenken zu Grunde liegt, sondern ein „Hindurchgehen“ durch den Prozess der Modernisierung. Um Möglichkeiten hierzu aufzuzeigen, banden einige Denker ihre Überlegungen stark an eine angebliche Sonderrolle der japanischen Nation in der Weltgeschichte (vgl. Kokutai und Nihonjinron). Dass sie dies vor allem im Zusammenhang mit den Kriegsgeschehnissen des Zweiten Weltkriegs taten und sich oft affirmativ zum imperialistischen Kaiserreich verhielten, hat zu langanhaltender Kritik geführt.